# Золотые яблоки
Золотые яблоки — художественный фильм режиссёра Фёдора Филиппова 1954 года.

## Сюжет
Увлекательная история спасения апельсиновых деревьев кружком пионеров-юннатов.

## В ролях
- Евгений Агуров — профессор Дубравин
- Михаил Трояновский — Сергей Филимонович
- Лида Никонова — Наташа
- Володя Сальников — Володя
- Ялкап Атаджанов — Мурат
- Игорь Бристоль — Петушок
- Тенгиз Болквадзе — Ладо

## В эпизодах
- Александра Сальникова, Иван Кузнецов, Михаил Чубинидзе, Б. Вяземский, Б. Трофимов, Люся Бондарева, Лора Курская, Саша Ляпин, Юра Марченко

## Съёмочная группа
- Режиссёр: Фёдор Филиппов
- Сценарист: Виктория Казанская
- Операторы: Леонид Крайненков, Александр Харитонов
- Ассистент оператора: Виктор Листопадов
- Художник: Евгений Свидетелев
- Композитор: Кирилл Молчанов
- Текст песен: Лев Ошанин
- Звукооператор: Лев Трахтенберг
- Комбинированные съёмки: оператор — А. Ренков, художник — С. Мухин
- Художник-гримёр: Н. Тихомирова
- Монтаж: Всеволод Массино
- Консультант: Фёдор Зорин
- Директор: Виктор Биязи
- Оркестр Главного управления кинематографии. 
  - Дирижёр — А. Ройтман

## Интересные факты
В фильме ярко представлены некоторые свидетельства времени:
- Группа детей с берега наблюдает и сопереживает промыслу дельфинов в Чёрном море (запрещён в СССР в 1966 году).
- В фильме упоминается поимка у побережья Южной Африки живого ископаемого — кистепёрой рыбы.
- Один из героев фильма — юный натуралист из Туркмении Мурат — ранее занимался прививкой арбуза к верблюжьей колючке. Такие опыты действительно проводились тогда в Средней Азии.